# برافو، حياتي (مسلسل 2022)
برافو، حياتي (بالكورية: 으라차차 내 인생)؛ هو مسلسل تلفزيوني كوري جنوبي من بطولة نام سانغ جي، يانغ بيونغ يول، لي سي غانغ وتشا مين-جي. عرض المسلسل على قناة كي بي إس 1 في 11 أبريل إلى 30 سبتمبر 2022.

## مقدمة
تدور القصة حول سيو دونغ هي، وهي أم عزباء تختار أن تكون والدة ابن أخيها. كما أنه يصور كفاحها أثناء الحياة.

## روابط خارجية
- الموقع الرسمي
- برافو، حياتي على هانسينما